# Mariamitische Kathedrale von Damaskus

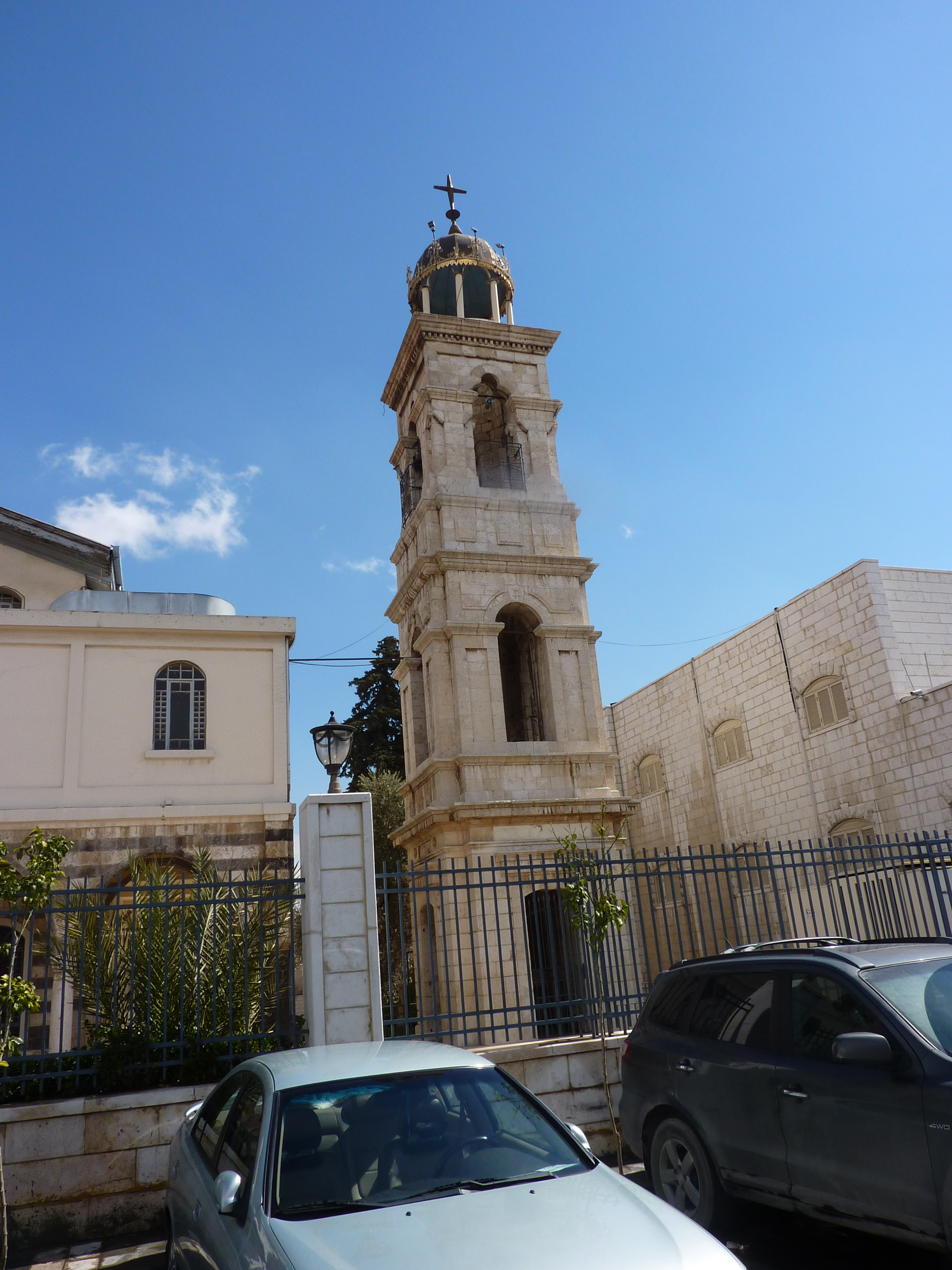
Glockenturm der mariamitischen Kathedrale

Die Mariamitische Kathedrale von Damaskus, auch al-Mariyamiyeh-Kirche (arabisch الكنيسة المريمية, DMG al-kanīsa al-maryamiyya) ist eine der ältesten griechisch-orthodoxen Kirchen in der syrischen Hauptstadt Damaskus und ist zugleich Kathedralbasilika der Griechisch-Orthodoxen Kirche von Antiochien. Der Kirchgebäudekomplex befindet sich an der Nordseite der Geraden Straße (Via Recta) nahe beim römischen Triumphbogen, etwa 500 m westlich vom Osttor Bab Scharqi und in etwa gleicher Entfernung östlich vom Chan As'ad Pascha.

## Geschichte
Die Kirche wurde im 2. Jahrhundert nach Christus errichtet. Nach der muslimischen Eroberung von Damaskus wurde die Kirche zwangsweise geschlossen. Dies blieb sie bis zum Jahre 706, als Kalif al-Walid I. anordnete, die Kirche den Christen zurückzugeben – als Wiedergutmachung für die Johannes-der-Täufer-Kirche, welche in die Omajjaden-Moschee umgewandelt wurde.
Die Kirche von Damaskus wurde in den folgenden Jahren mehrmals unter den Abbasiden und Fatimiden sowie 1401 durch Timur Lenk zerstört und danach wieder aufgebaut. Sie wurde an der Wende vom 12. zum 13. Jahrhundert von dem Reisenden Ibn Dschubair aus Ägypten wie folgt beschrieben:

„Innerhalb der Stadt ist eine Kirche, die sehr wichtig für die Römer ist. Sie ist als die Kirche von Maria bekannt. Ihre Bedeutung kommt nach der Kirche von Jerusalem. Es ist ein wunderschönes Gebäude, das erstaunliche Abbildungen beinhaltet, welche den Geist und das Auge ansprechen. Sie liegt in den Händen der Römer und niemand widerspricht ihnen dabei.“

Im Jahre 1342 wurde der Patriarchale Sitz Antiochiens vom Ursprungsort Antiochien nach Damaskus übertragen, und die Kirche dient seither als Kathedralbasilika der Griechisch-Orthodoxen Kirche für den gesamten Osten.
Die Kathedrale wurde einmal, zusammen mit dem Großteil des Christenviertels der Stadt, von muslimischen und drusischen Menschenmengen niedergebrannt, als die antichristlichen Massaker 1860 vom Libanon nach Damaskus übersprangen. Erst drei Jahre später wurde sie wiederaufgebaut. Sie wurde zuletzt im Jahre 1953 renoviert.
Am 17. Dezember 2012 wurde Johannes Jasidschi (Youhanna Yazigi) zum Primas der Griechisch-Orthodoxen Kirche von Antiochien gewählt und nahm seinen Bischofssitz in der Mariamitischen Kathedrale ein.
Die Kathedrale wurde am 8. Januar 2018 bei einem Mörserangriff erheblich beschädigt.

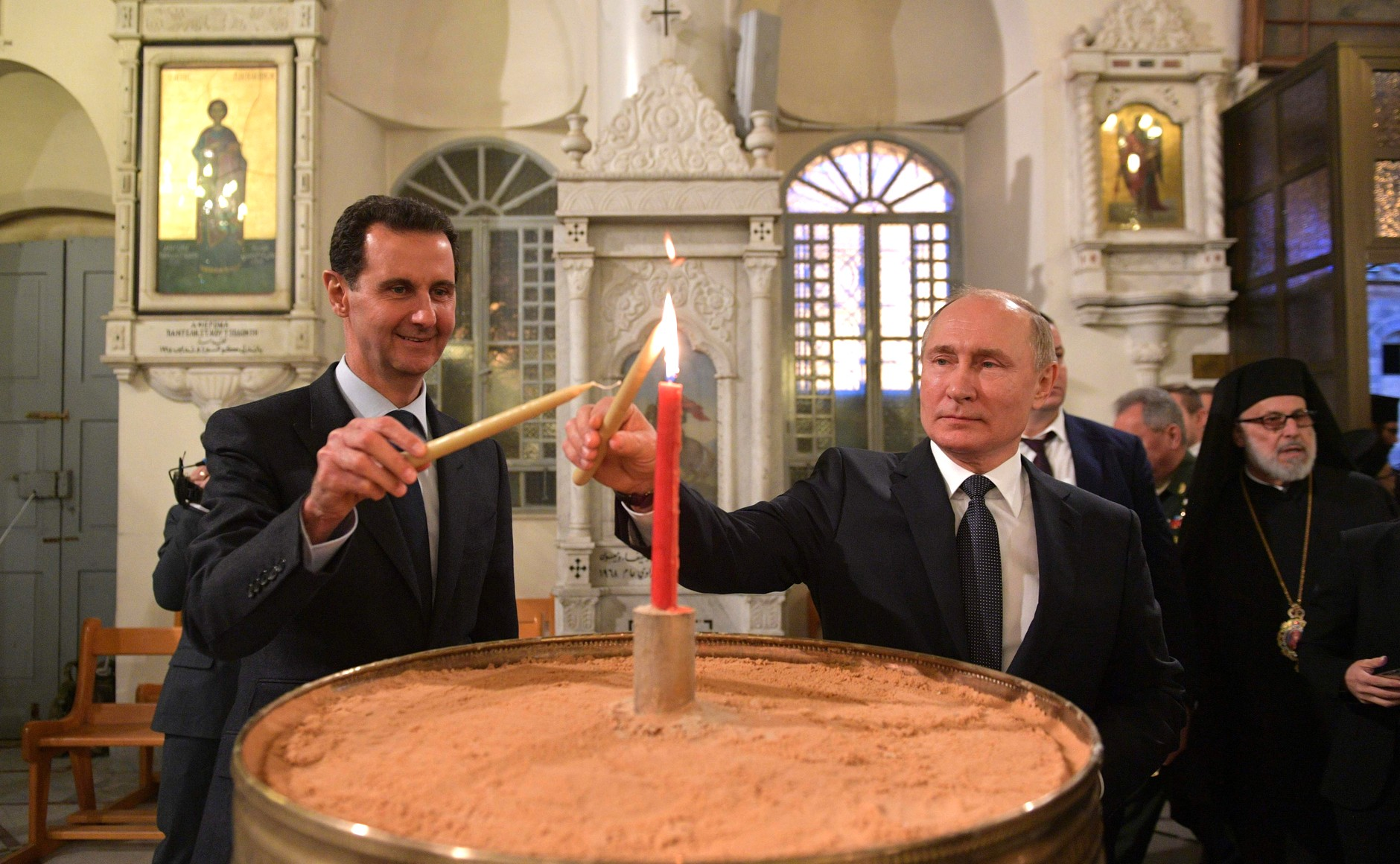
Putin und Assad am 7. Januar 2020

Zum orthodoxen Weihnachtsfest am 7. Januar 2020 besuchte der russische Präsident Wladimir Putin gemeinsam mit seinem syrischen Amtskollegen Baschar al-Assad die Mariamitische Kathedrale.

## Gebäude

### Marienkirche
Die große Kirche der Maria ist das Hauptgebäude der Mariamitischen Kathedrale und geht auf das 4. Jahrhundert nach Christus zurück.

### Kapelle der Sankt Tekla
Die alte Kapelle der heiligen Tekla wurde dem Kirchengebäudekomplex nach der aufwändigen Restaurierung der Kathedrale im Jahre 1840 hinzugefügt. Dort befindet sich der Sitz der Griechisch-Orthodoxen Kirche von Antiochien.

### Katharinenkapelle
Die prestigeträchtige Kapelle der Katharina wurde ebenfalls nach Restaurierungsarbeiten hinzugefügt. Sie enthält ein historisches und religiöses Museum, das der langen, bis auf das 2. Jahrhundert zurückreichenden Geschichte der Gesamtkirche gewidmet ist.